# Mont Perdu
Pour les articles homonymes, voir Mont Perdu (homonymie).
Le mont Perdu (monte Perdido en espagnol, punta de Treserols en aragonais, ce qui signifie « la pointe des Trois Sœurs » en français), situé en Espagne, proche de la frontière franco-espagnole, est le sommet le plus élevé du massif du Mont-Perdu avec 3 348 m d'altitude, sur la crête séparant les canyons d'Ordesa et de Pineta (ou Pinède). C'est le pic central des Tres Serols (en aragonais) ou Tres Hermanas (en espagnol) constituées par le cylindre du Marboré, le soum de Ramond, et le mont Perdu lui-même.

Selon Ramond de Carbonnières : 

« Du Mont-Blanc même, il faut venir au Mont Perdu : quand on a vu la première des montagnes granitiques, il reste à voir la première des montagnes calcaires. »

## Étymologie
Le nom de mont Perdu pour désigner le plus haut sommet du massif du Marboré est apparu au début du XVIIIe siècle, l'adjectif « perdu » étant utilisé dans le sens de « isolé, éloigné de tout ». Observable depuis les sommets fréquentés à l'époque (notamment le pic du Midi de Bigorre, excursion traditionnelle des curistes de Barèges), le mont Perdu n'est plus visible depuis les vallées françaises, car situé en arrière de la ligne de partage des eaux entre la France et l'Espagne.

## Géographie

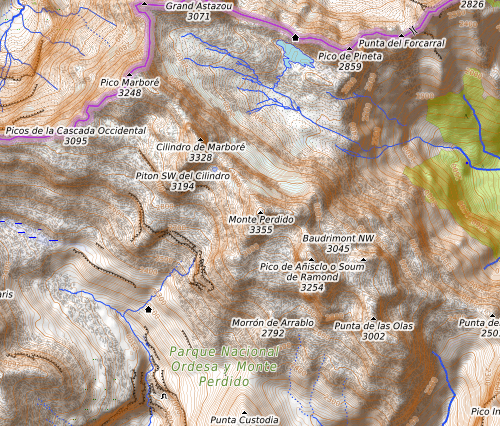
Carte topographique du mont Perdu.

### Topographie
Avec une altitude de 3 348 m, c'est le troisième plus haut sommet des Pyrénées, derrière la pointe d'Astorg (3 354 m), un sommet du massif de la Maladeta.
Il fait partie du massif du Mont-Perdu et du parc national d'Ordesa et du Mont-Perdu.

### Géologie
Les roches calcaires, riches en fossiles, sont d'origine sédimentaire marine. Ces sédiments occupant une mer peu profonde ont été surélevés lors de la formation de la chaîne des Pyrénées il y a 40 millions d'années (voir l'article géologie des Pyrénées).
Le sommet a une forme de pic pyramidal typique de l'érosion par glaciers du temps des glaciations, il se trouve encore sur le flanc nord-est de la montagne le glacier du Mont-Perdu.

## Histoire

### Toponymie

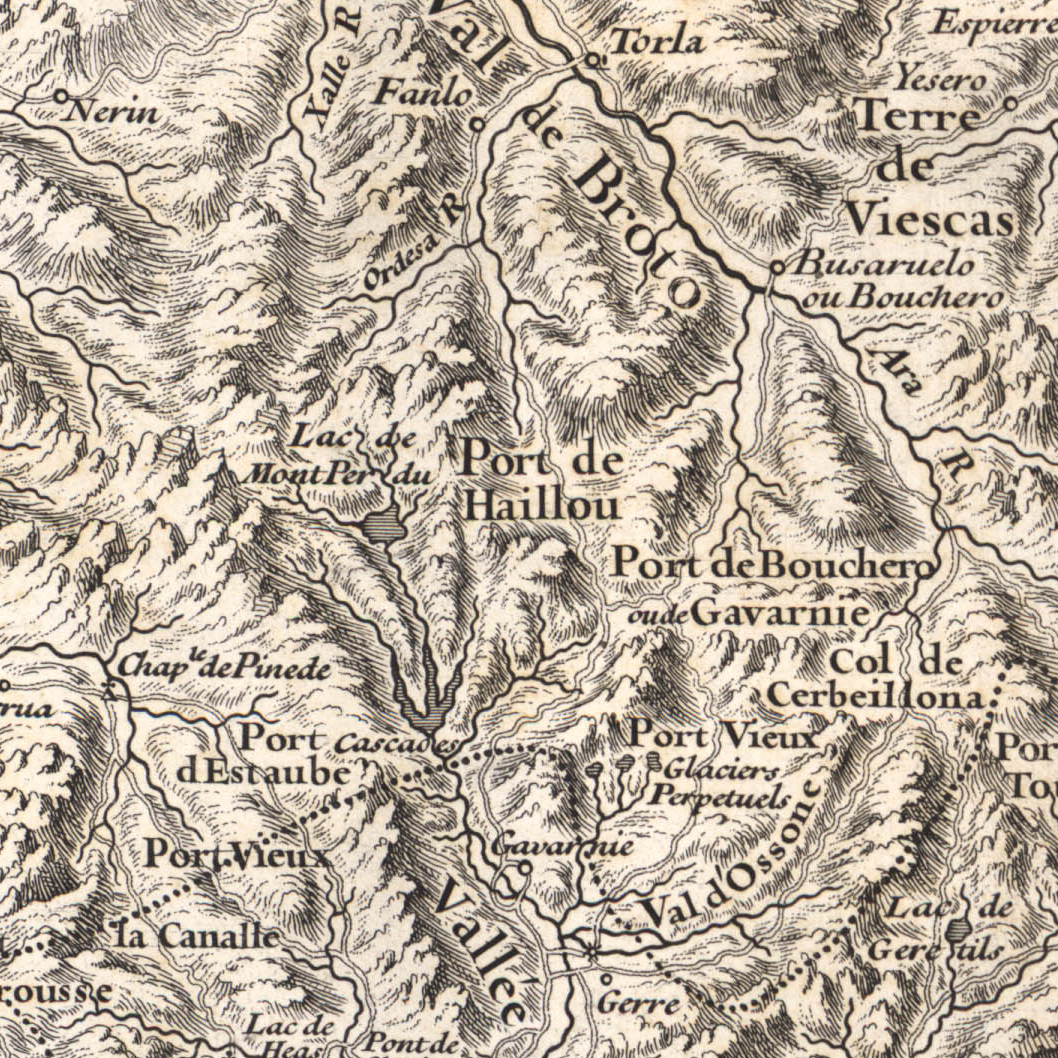
Situation du mont Perdu sur la carte de Roussel de 1730 (orientation sud en haut).

La première carte à le situer, est la carte de Roussel (1730), mais avec un environnement imaginaire (lac se déversant dans le cirque de Gavarnie). La première estimation de son altitude fut faite, en 1786, par Vidal et Reboul, par visée depuis le pic du Midi de Bigorre.

### Histoire de l'exploration du mont Perdu
Ramond de Carbonnières, est « l'inventeur » du mont Perdu. Depuis son premier séjour à Barèges, en 1787, il est fasciné par le « massif calcaire » du Marboré. « On jugeait alors anormal, inexplicable, qu'au Marboré, le faîte des Pyrénées, l'axe de la chaîne, le centre du soulèvement fût calcaire et non granitique ; y avait-il donc un calcaire spécial, primitif, contemporain du granit, comme le pensait le naturaliste toulousain Picot de La Peyrouse ? ». Persuadé que la nature du calcaire du Marboré est « ordinaire » Ramond entreprend l'étude du massif. En 1796, il détermine une voie d'accès vers le sommet : la vallée d'Estaubé.

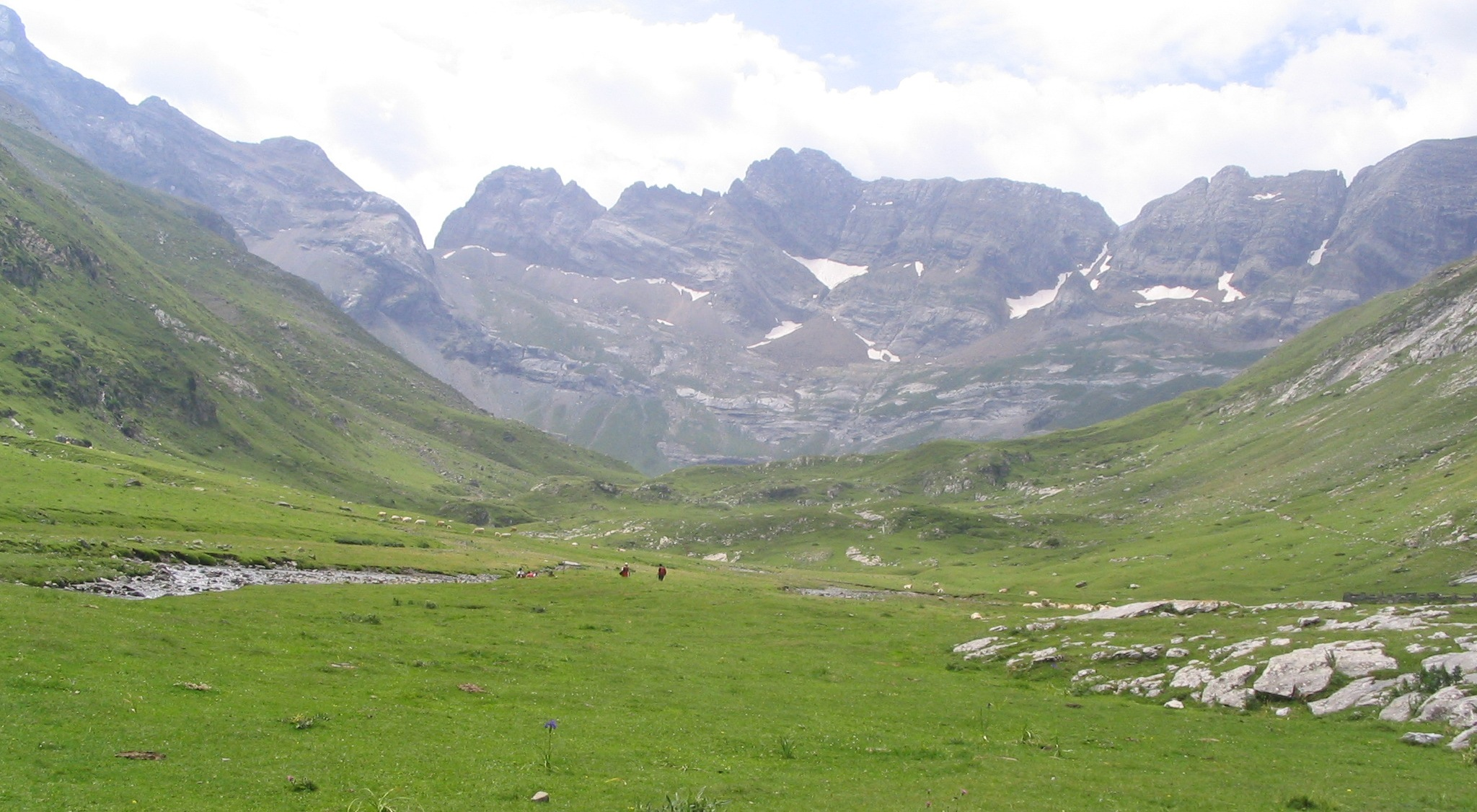
Vallée et cirque d'Estaubé. Le couloir de Tuquerouye conduit à la brèche de Tuquerouye (point le plus bas de la crête, sur la droite de la photo).

Le 11 août 1797, il organise une véritable expédition forte de quatorze participants vers le sommet : par le difficile couloir glaciaire de Tuquerouye, ses guides, Laurens et Mouré, et un contrebandier espagnol le conduisent au lac Glacé, au pied de la face nord du sommet. Une seconde expédition, le 7 septembre, suit le même itinéraire : montée très délicate par le couloir de Tuquerouye, en glace vive en fin de saison, retour par les parets de Pinède et le port de Pinède.
Ramond y trouve la confirmation de sa thèse : les calcaires, très riches en fossiles, sont bien d'origine sédimentaire marine. Ses observations lors de ces deux « expéditions » font le sujet de son ouvrage majeur : Voyages au Mont-Perdu et dans la partie adjacente des Hautes-Pyrénées paru en l'an IX (1801). Ce n'est qu'en 1802 que Ramond décide d'atteindre le sommet du mont Perdu (voir ci-dessous).
Mais, si le versant nord du Marboré est constitué de hautes murailles, celles des cirques de Gavarnie et d'Estaubé, il n'en est pas de même du versant sud. Invisible depuis les vallées françaises, le massif est en toile de fond des paysages de la province de Huesca : trois sommets voisins que les Aragonais ont nommé, selon les idiomes parlés dans les diverses vallées, As Tres Serols ou As Tres Sorores, les « trois sœurs » que la légende imagine pétrifiées après leur mort. Versant aragonais, les plus hauts pâturages sont accessibles et les itinéraires conduisant vers les sommets parfaitement connus : bergers, contrebandiers et militaires connaissent les « passages ». C'est un contrebandier aragonais qui guide Ramond vers le lac Glacé, un berger qui conduit les guides de Ramond au sommet, et, pendant la guerre de 1792, les Espagnols « tenaient » le haut du cirque : « Il y avait un corps de garde espagnol au sommet du Taillon, à plus de 3 200 m de hauteur absolue ».

### Les premières ascensions
- 1802 - Le 6 août, première ascension connue du sommet du mont Perdu par deux montagnards de Barèges, Rondo et Laurens conduits au sommet par un berger aragonais. Rondo et Laurens avaient été envoyés en éclaireurs pour reconnaître l'itinéraire d'ascension par Ramond de Carbonnières qui réalisa la seconde ascension du mont Perdu avec les guides Laurens et Palu, le 10 août 1802[8]. L'itinéraire suivi fut long et compliqué : vallée d'Estaubé, port de Pinède, traversée des parets de Pinède vers le col de Niscle à l'est du mont Perdu, ascension des glaciers et des terrasses du versant sud.
- 1830 - Première féminine, par Anne Lister (qui fera la « première » officielle du Vignemale en 1838) avec le guide Jean-Pierre Charles.
- 1888 - Première ascension de la face nord par les guides Célestin Passet et François Bernat-Salles, et le pyrénéiste Roger de Monts[9]. Le versant nord du mont Perdu, au-dessus du lac de Tuquerouye, est alors occupé par un glacier avec deux zones de séracs recouvrant les barres rocheuses inférieure et médiane de la face.

## Quelques voies d'accès

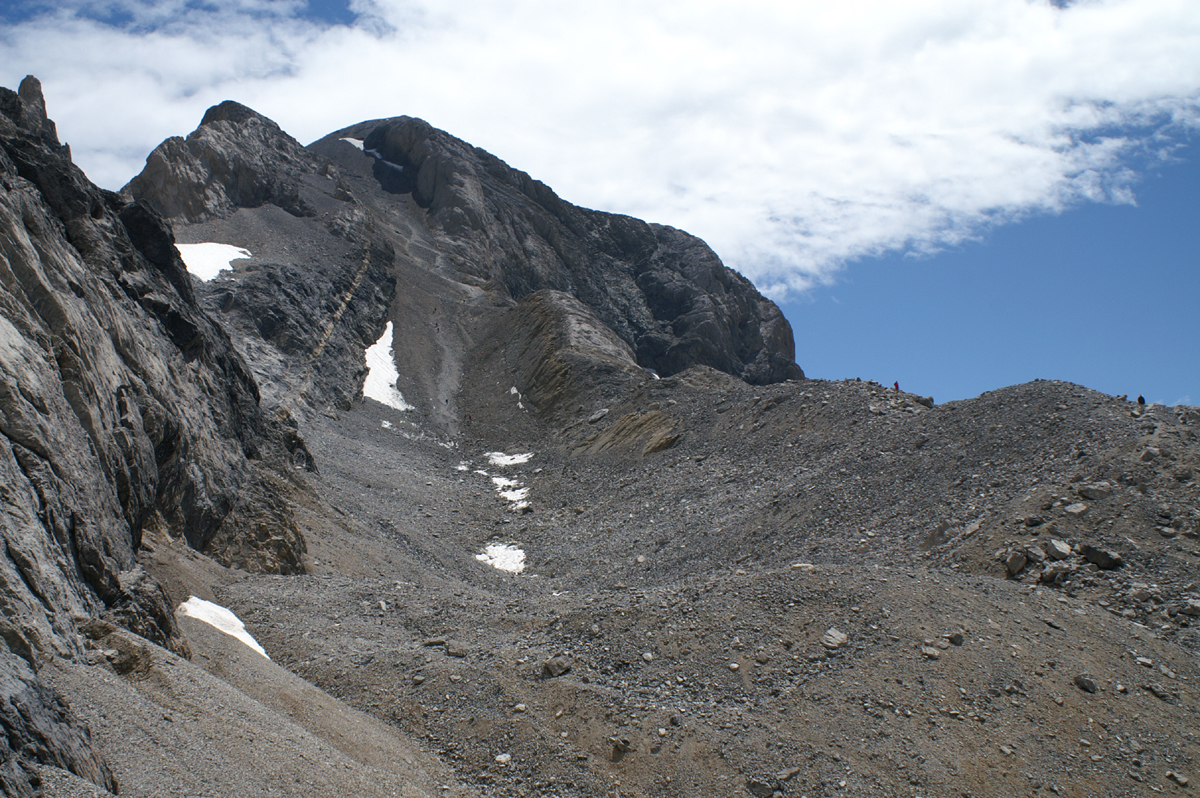
Ascension finale depuis le lac Glacé.

- Versant sud-ouest : Voie normale, de niveau F, depuis la brèche de Roland, le refuge de Tuquerouye ou le refuge de Goriz.
- Versant nord :
  - par le col du Cylindre puis l'arête Nord-Ouest, de niveau PD ;
  - la Face Nord classique, de niveau AD, voie historique de la première ascension de la face nord.
- Versant est :
  - Éperon des Esparrets, de niveau D, dont la première ascension fut celle de Jean et Pierre Ravier, les 13 et 14 août 1973.